# Astrocaryum sociale
Astrocaryum sociale är en enhjärtbladig växtart som beskrevs av João Barbosa Rodrigues. Astrocaryum sociale ingår i släktet Astrocaryum och familjen Arecaceae. Inga underarter finns listade i Catalogue of Life.